# Dodge 400
La 400 è un'autovettura mid-size prodotta dalla Dodge dal 1981 al 1983. È stata la seconda vettura Dodge ad essere costruita sul pianale K del gruppo Chrysler, ed era simile alla contemporanea Chrysler LeBaron. La 400 è stata introdotta nel 1981 per il model year 1982.

## Storia
Il modello fu pensato per essere la versione d'alto livello della Aries, ed era disponibile con tre tipi di carrozzeria, berlina quattro porte, coupé due porte e cabriolet due porte.
La 400 è stata la prima cabriolet Dodge dalla Challenger del 1971, e la prima decappottabile prodotta negli Stati Uniti dal 1976, quando la Cadillac eliminò dai listini la Eldorado cabriolet. Lee Iacocca era perciò convinto che ci fosse interesse, da parte del mercato, verso questi tipi di modelli.
La 400 era disponibile in due livelli di allestimento, quello base e l'LS. Anche i motori offerti erano due, vale a dire un quattro cilindri in linea da 2,2 L di cilindrata, che era offerto di serie, oppure un opzionale quattro cilindri in linea Mitsubishi da 2,6 L. Le versioni cabriolet avevano invece come propulsore standard il motore da 2,6 L.
Il propulsore era montato anteriormente, e la trazione era all’avantreno. La 400 era disponibile solo con due tipi di cambio, l'A413 e l'A470 della Chrysler, che erano entrambi automatici a tre rapporti.
Nel 1983 non furono effettuati aggiornamenti alla vettura, anche se fu tolto dal mercato l'allestimento LS. L'anno in questione fu l'ultimo per la 400. Le coupé e le cabriolet vennero rinominate Dodge 600 rimanendo perciò immutate, mentre la berlina fu sostituita dall'analoga versione del modello appena citato.